# Card mạng

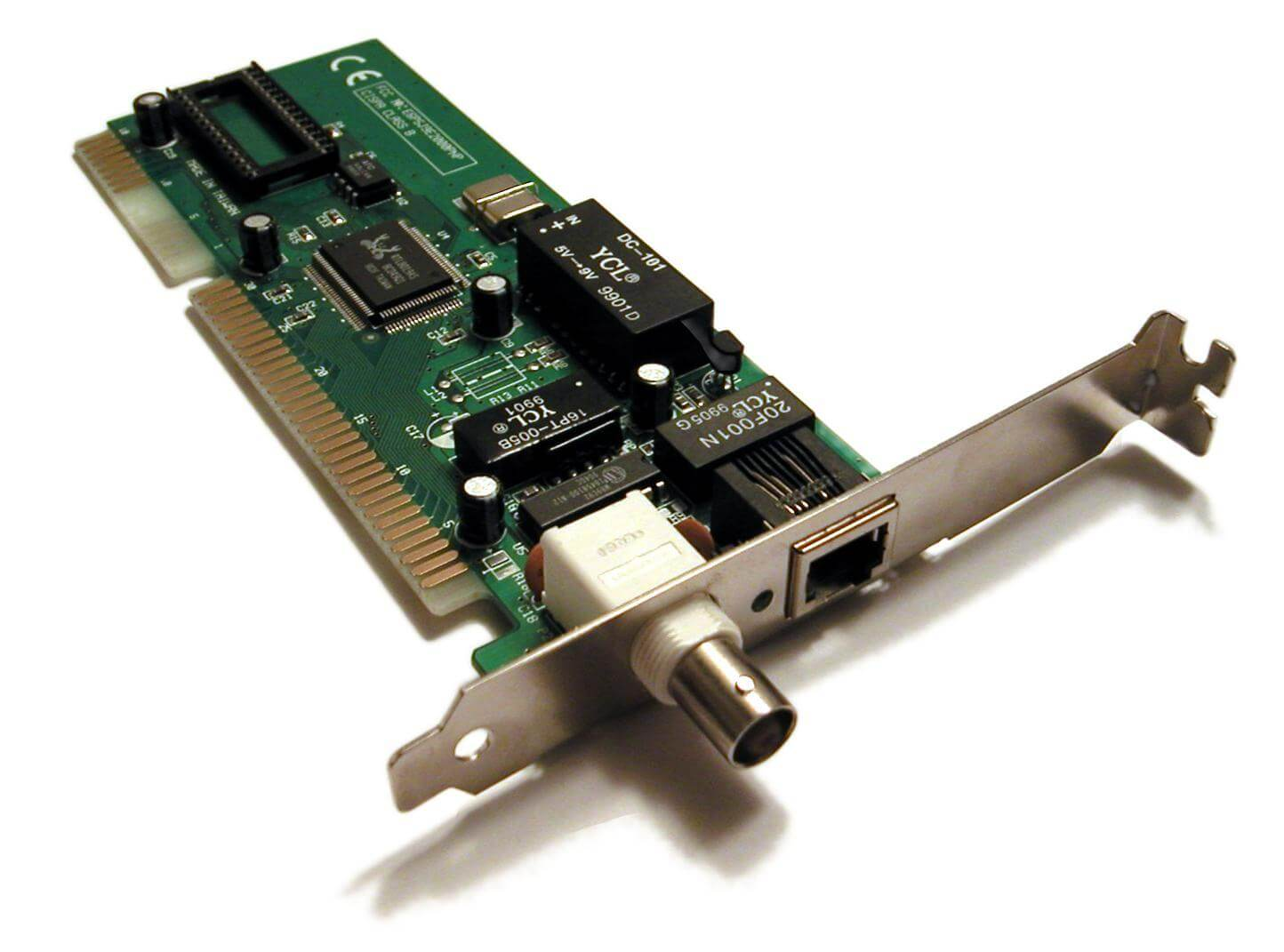
Card giao tiếp mạng Ethernet từ thập niên 1990 kết nối với ISA bus cũ. Card này hỗ trợ cả 10BASE2 cáp đồng trục (đầu nối dây BNC bên trái) và 10BASE-T đôi xoắn (đầu nối dây RJ-45 bên phải).

Card mạng (network card), hay card giao tiếp mạng (Network Interface Card), là một bản mạch cung cấp khả năng truyền thông mạng cho một máy tính. Nó còn được gọi là bộ thích nghi LAN (LAN adapter), được cắm trong một khe (slot) của bản mạch chính và cung cấp một giao tiếp kết nối đến môi trường mạng. Chủng loại card mạng phải phù hợp với môi trường truyền và giao thức được sử dụng trên mạng cục bộ.
Card mạng là thiết bị chịu trách nhiệm:
- Chuyển đổi các tín hiệu máy tính ra các tín hiệu trên phương tiện truyền dẫn và ngược lại.

## Các thành phần trong card mạng

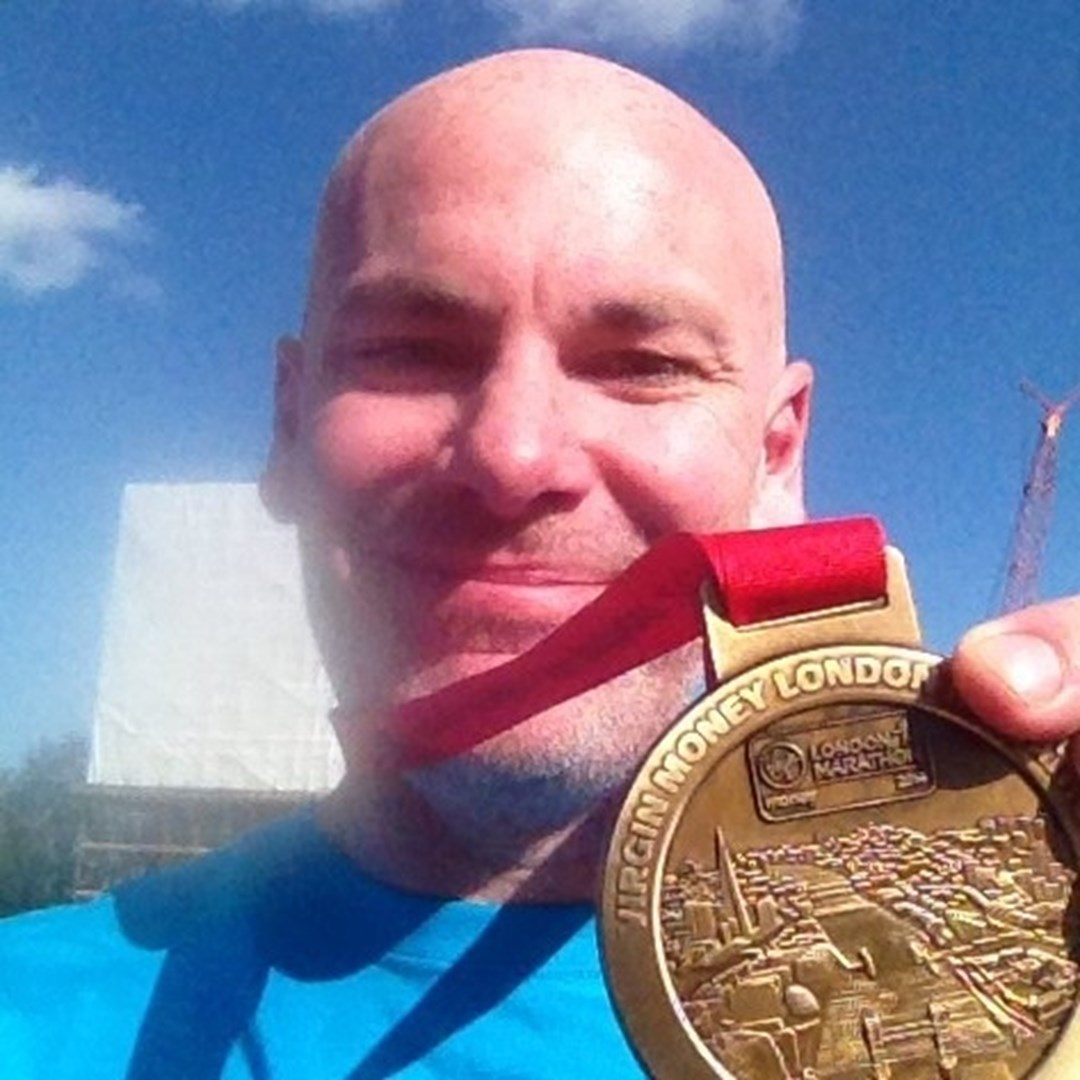

- I/O Address: Địa chỉ bộ nhớ chính của máy tính, được dùng để trao đổi dữ liệu giữa máy tính với thiết bị (card mạng)
- Memory Address: Địa chỉ bộ nhớ chính của máy tính, là nơi bắt đầu vùng đệm dành cho các xử lý của card mạng
- DMA Channel: Cho phép thiết bị (card mạng) làm việc trực tiếp với bộ nhớ máy tính mà không cần thông qua CPU
- Boot PROM: Cho phép khởi động hệ thống và kết nối vào mạng
- MAC Address: Địa chỉ định danh duy nhất được IEEE cấp cho mỗi card mạng
- Đầu nối BNC: Nối card mạng với cáp qua đầu nối chữ T (10BASE2)
- Đầu nối RJ-45: Nối card mạng với cáp qua đầu nối RJ-45 (10BASE-T/100BASE-T)
- Đầu nối AUI: Nối card mạng với cáp (10BASE5)
- Khe cắm mở rộng: nơi cho phép gắn card mạng vào máy tính, có nhiều chuẩn: ISA, EISA, PCI, MCA,...
- IRQ (Interrupt Request): Chỉ số ngắt. Mỗi thiết bị trên máy tính, kể cả card mạng, đều được ấn định một chỉ số ngắt duy nhất để yêu cầu CPU phục vụ

Ví dụ:
IRQ=0: system timer
IRQ=4: COM1 và COM3
IRQ=10: chưa ấn định

## Giao tiếp qua card mạng

Bộ thu phát (transceiver) chuyển đổi dữ liệu song song sang dữ liệu tuần tự và ngược lại.
Dữ liệu tuần tự có thể ở dạng: tín hiệu tương tự (analog signal), tín hiệu số (digital signal) hoặc tín hiệu quang (light signal).

Card mạng giao tiếp với mạng qua một cầu nối nối tiếp và với máy tính qua một cầu nối song song. Card mạng dùng một IRQ, một địa chỉ I/O và một không gian địa chỉ để làm việc với hệ điều hành.

## Trình điều khiển card mạng
Trình điều khiển card mạng (driver) là bộ phận phần mềm trung gian có nhiệm vụ giao tiếp giữa card mạng và máy tính. Khi một trình điều khiển card mạng được nạp, nó cần phải kết buộc với một chồng giao thức.
Phần mềm trình điều khiển cung cấp các chức năng ở tầng LLC.

## Các bước cơ bản cài đặt card mạng
Khi chọn một card mạng, cần phải xem xét các yếu tố sau:
- Các giao thức giao tiếp - Ethernet, Token Ring, hay FDDI...
- Đầu nối: Cáp xoắn, cáp đồng trục, không dây hay cáp quang
- Loại bus - PCI hay ISA

Các bước cơ bản cài đặt card mạng
- Gắn card mạng vào khe cắm mở rộng trên máy tính, thiết lập jumpers và các công tắc chuyển mạch DIP trên card mạng
- Cài đặt driver card mạng
- Định cấu hình card mạng để thiết bị này không tranh chấp với các thiết bị khác
- Kết buộc card mạng với một giao thức truyền thông
- Gắn dây cáp vào card mạng